# 奧克斯利鎮區 (阿肯色州瑟西縣)
奧克斯利鎮區（英語：Oxley Township）是位於美國阿肯色州瑟西縣的一個行政鎮區。

## 地方資料
根據2010年美國人口普查的數據，奧克斯利鎮區的面積為83.00平方千米，當中陸地面積為82.93平方千米，而水域面積為0.07平方千米。當地共有人口364人，而人口密度為每平方千米4人。